# Альберто (кардинал)
Альберто (Alberto O.S.B.) — католический церковный деятель XI-XII веков. Возведён в ранг кардинала-дьякона на консистории 1070 года. Стал кардиналом-священником церкви Санта-Сабина в 1090 году. Объявлен архиепископом Сипонто на соборе в Мельфи в октябре 1100 года.